# لويس خاراميو
لويس خاراميو (بالإسبانية: Luis Jaramillo) هو لاعب كرة قدم بنمي، ولد في 25 أبريل 1988 في بنما في بنما. شارك مع منتخب بنما لكرة القدم. أما مع النوادي، فقد لعب مع بلازا أمادور ونادي بيدا ونادي ديبورتيفو أراب يونيدو ونادي فيكتوريا.

## وصلات خارجية
- لويس خاراميو على موقع الاتحاد الدولي (مؤرشف)  (الإنجليزية)
- لويس خاراميو على موقع قاعدة بيانات كرة القدم.إي يو (الإنجليزية)
- لويس خاراميو على موقع ناشيونال فوتبول تيمز (الإنجليزية)
- لويس خاراميو على موقع Soccerway.com (الإنجليزية)